# Good Singers
 (juillet 2021).
 (juillet 2021).
- Si vous ne connaissez pas le sujet, laissez ce bandeau (vous pouvez alors contacter les auteurs).
- Si vous supprimez le contenu mis en cause (vous pouvez préalablement contacter les auteurs),

argumentez précisément cette suppression dans la page de discussion
(un manque de référence n'est pas un argument ; une recherche réelle de référence doit avoir été effectuée, être formellement documentée).
Good Singers (littéralement « bons chanteurs » en français) est une émission de télévision française anciennement présentée par Jarry puis par Chris Marques et diffusée sur TF1 à partir du 17 juillet 2020.
Le jeu télévisé est adapté de l'émission turque Is that really your voice ?.
L'objectif est de trouver, parmi les 12 candidats, qui sont les chanteurs de qualité.
Contrairement à l'émission coréenne où le gagnant gagne un single digital si c'est un bon chanteur ou de l'argent si c'est un mauvais chanteur, les célébrités jouent pour des associations.

## Déroulement
Lors de 5 manches, deux équipes de 3 candidats s'affrontent pour démêler les good singers des mauvais. Un mur de 11 singers est dévoilé avec pour chacun une information les concernant. À l'issue de chaque manche, chaque équipe doit désigner un singer qu'ils pensent être un good singer. Si leur choix est correct, ils empochent une somme d'argent relative à la manche pour leur association. Le cas échéant, l'équipe adverse se voit empocher 1 000 € (500 € dès la saison 3).

### 1remanche
Lors de la première manche (1 500 € en jeu puis 1 000 € dès la saison 3), chaque équipe choisit deux singers et un magnéto est diffusé où chacun se présente, avec voix trafiquée. C'est la "conversation secrète".
Dans la saison 3, cette étape est déplacée à la 2e manche. Durant la 1re manche, l'information de chaque singer ainsi que des rapides indices visuels sont dévoilés aux équipes, puis une vidéo est montrée où les 11 singers chantent en playback sur la véritable voix chantée de l'un d'eux.

### 2emanche
Lors de la deuxième manche (2 500 € en jeu puis 1 500 € dès la saison 3), chaque équipe choisit deux singers qui vont chanter en playback, derrière un paravent sous forme d'ombres chinoises.
Dans la saison 3, cette étape est déplacée à la 3e manche et la "conversation secrète" devient la 2e manche, mais la voix parlée du singer est dévoilée dans l'interview pendant quelques secondes.

### 3emanche
Lors de la troisième manche (4 000 € en jeu puis 2 500 € dès la saison 3), Jarry choisit trois singers dont on va dévoiler deux informations les concernant : une vraie et une fausse.
Dans la saison 3, cette étape est supprimée et remplacée par la performance en ombre chinoise qui constituait auparavant la deuxième manche.

### 4emanche
Lors de la quatrième manche (6 000 € en jeu puis 4 000 € dès la saison 3), chaque équipe choisit deux singers avant de passer un enregistrement studio de leur prestation, malheureusement déformé.
Dans la saison 3, cette étape est supprimée et remplacée par une nouveauté : le play off. Chris Marques désigne un singer qui va chanter sous un cube de verre presque totalement insonorisé, et un décompte indique aux équipe le temps restant avant l'ouverture de son micro, où la voix est entendue pendant quelques secondes.

### 5emanche
Lors de la cinquième et dernière manche (15 000 € en jeu puis  6 000 € dès la saison 3), après l'arrivée d'un douzième singer, chaque équipe choisit un candidat avec lequel le capitaine d'équipe partagera un duo. Notons que le leader de chaque team est un chanteur professionnel (Anggun et Amir lors de la première émission, ainsi qu'Amel Bent et Kendji Girac lors de la seconde).

## Saison 1 (2020)

### Première émission
La première émission est diffusée le 17 juillet 2020 à 21 h 5.
La première équipe est composée de Anggun, Chris Marques et Cartman pour l'association Aviation sans frontières.
La seconde équipe est composée d'Amir, Julie Zenatti et Titoff pour l'association Sur les bancs de l'école.
| Ordre | Singer  | Good Singer | Titre interprété                                |
| ----- | ------- | ----------- | ----------------------------------------------- |
| 1     | Kaina   | Oui         | Into the Unknown - Idina Menzel et Aurora       |
| 2     | Jenifer | Non         | All by Myself - Eric Carmen                     |
| 3     | Xavier  | Oui         | Wild One - Jerry Lee Lewis                      |
| 4     | Magali  | Oui         | I Will Follow Him - Little Peggy March          |
| 5     | Jamel   | Non         | On s'attache - Christophe Maé                   |
| 6     | Suzy    | Oui         | Someone Like You - Adele                        |
| 7     | Kevin   | Non         | SOS d'un terrien en détresse - Daniel Balavoine |
| 8     | Thierry | Oui         | Lascia ch'io pianga - Haendel                   |
| 9     | Fanny   | Oui         | Dancing On My Own - Robyn                       |
| 10    | Samuel  | Non         | Longtemps - Amir                                |
| 11    | Manon   | Non         | Avenir - Louane                                 |
| 12    | Kayla   | Oui         | La neige au Sahara - Anggun                     |

L'équipe d’Anggun remporte 28 500 € tandis que l'équipe d'Amir remporte 11 000 €.

### Seconde émission
La deuxième émission est diffusée le 21 août 2020 à 21 h 5.
Les équipes changent. En effet, de nouvelles personnalités font leur apparition.
La première équipe est composée de Amel Bent, Bilal Hassani et Titoff  pour l'association Huntington Avenir.
La seconde équipe est composée de Kendji Girac, Natasha St-Pier et Fred Testot pour l'association Inseme.
| Ordre | Singer    | Good Singer | Titre interprété                                           |
| ----- | --------- | ----------- | ---------------------------------------------------------- |
| 1     | Sarah     | Oui         | Mashup : Crazy - Gnarls Barkley et Crazy in Love - Beyoncé |
| 2     | Julien    | Oui         | Coward - Yael Naim                                         |
| 3     | Rachel    | Non         | Girl on Fire - Alicia Keys                                 |
| 4     | Alexandra | Oui         | Chandelier - Sia Furler                                    |
| 5     | Yann      | Oui         | Andalouse - Kendji Girac                                   |
| 6     | Leslie    | Oui         | I'll Never Love Again - Lady Gaga                          |
| 7     | Laura     | Non         | Heavy Cross - Gossip                                       |
| 8     | Alexandre | Non         | Je ne suis pas un héros - Daniel Balavoine                 |
| 9     | Tristan   | Non         | En apesanteur - Calogero                                   |
| 10    | Anissa    | Non         | Je t'aime - Lara Fabian                                    |
| 11    | Franck    | Oui         | Act Like You Know - Fat Larry's Band                       |
| 12    | Romain    | Non         | Ma philosophie - Amel Bent                                 |

L'équipe de Kendji Girac remporte 33 000 € tandis que l'équipe d'Amel Bent remporte 2 500 €.
Par souci de générosité, l'équipe de Kendji offre 10 000 € à son équipe adverse.

## Saison 2 (2021)

### Troisième émission
La troisième émission est diffusée le 16 juillet 2021 à 21 h 5.
La première équipe est composée de Louane, Keen'V et Titoff pour l'association CéKeDuBonheur.
La seconde équipe est composée de Jérémy Frérot, Laëtitia Milot et Cartman pour l'association Surfrider Fondation.
| Ordre | Singer  | Good Singer | Titre interprété                        |
| ----- | ------- | ----------- | --------------------------------------- |
| 1     | Paloma  | Oui         | Ne me quitte pas - Jacques Brel         |
| 2     | Julien  | Oui         | Donne-moi ton cœur - Louane             |
| 3     | Angy    | Oui         | Lovely - Billie Eilish                  |
| 4     | Sandra  | Non         | Dans un autre monde - Céline Dion       |
| 5     | Neima   | Oui         | Papa Can You Hear Me - Barbra Streisand |
| 6     | Maxime  | Non         | Si on disait - M Pokora                 |
| 7     | Molly   | Oui         | Million Reasons - Lady Gaga             |
| 8     | Louis   | Oui         | Les Murs porteurs - Florent Pagny       |
| 9     | Sylvie  | Non         | Call Me - Blondie                       |
| 10    | Johanna | Non         | Fever - Dua Lipa et Angèle              |
| 11    | Roy     | Non         | J'ai cherché - Amir                     |
| 12    | Kevine  | Non         | Tu donnes - Jérémy Frérot               |

L'équipe de Louane remporte 26 000 € tandis que l'équipe de Jérémy Frérot remporte 7 500 €.
Par souci de générosité, l'équipe de Louane offre 6 000 € à son équipe adverse.

### Quatrième émission
La quatrième émission est diffusée le 7 août 2021 à 21 h 5.
La première équipe est composée de Julie Zenatti, Elisa Tovati et Chris Marques pour l'association AFA.
La seconde équipe est composée de Bénabar, Lola Dubini et Max Boublil pour l'association AFA.
| Ordre | Singer   | Good Singer | Titre interprété                                               |
| ----- | -------- | ----------- | -------------------------------------------------------------- |
| 1     | Kévin    | Oui         | Come Together - The Beatles et Si je m'en sors - Julie Zenatti |
| 2     | Amélie   | Oui         | The Diva Dance (Lucia di Lammermoor) - Donizetti               |
| 3     | Sandy    | Non         | I Will Always Love You - Whitney Houston                       |
| 4     | Monique  | Oui         | L'Effet papillon - Bénabar                                     |
| 5     | Doryan   | Oui         | Who Wants to Live Forever - Queen                              |
| 6     | Rébecca  | Oui         | ABC - The Jackson Five                                         |
| 7     | Ludivine | Non         | J'irai où tu iras - Céline Dion                                |
| 8     | Léna     | Oui         | You Are So Beautiful - Joe Cocker                              |
| 9     | Raphaël  | Non         | Que tu reviennes - Patrick Fiori                               |
| 10    | Isabelle | Non         | Empire State of Mind - Jay-Z et Alicia Keys                    |
| 11    | Mica     | Non         |                                                                |
| 12    | Carla    | Non         | Tout oublier - Angèle ft. Roméo Elvis                          |

L'équipe de Julie Zenatti remporte 30 500 € tandis que l'équipe de Bénabar remporte 17 500 €.

## Saison 3 (2022)

### Cinquième émission
La cinquième émission est diffusée le 12 août 2022 à 21 h 10.
La première équipe est composée de Soprano, Denitsa Ikonomova et Florent Peyre pour l'association Les petits princes.
La seconde équipe est composée de Shy'm, Amandine Petit et Jean-Luc Lemoine pour l'association Princesse Margot.
| Ordre | Singer          | Good Singer | Titre interprété                                             |
| ----- | --------------- | ----------- | ------------------------------------------------------------ |
| 1     | Clément         | Non         | 3e sexe - Indochine                                          |
| 2     | Fleur et Victor | Non         | Femme de couleur - Shy'm                                     |
| 3     | Mickaelle       | Oui         | Bang Bang - Ariana Grande, Jessie J et Nicki Minaj           |
| 4     | Sarah           | Oui         | Rise Up - Andra Day                                          |
| 5     | Andreï          | Non         | Aïcha - Khaled                                               |
| 6     | Théo            | Oui         |                                                              |
| 7     | Vanessa         | Non         | Le Dernier Jour du disco - Juliette Armanet                  |
| 8     | Ali             | Oui         | La Corrida - Francis Cabrel                                  |
| 9     | Audrey          | Oui         | Piece of My Heart - Janis Joplin                             |
| 10    | Nicolas         | Non         | Kiss - Prince et The Revolution                              |
| 11    | Medina          | Non         | D'amour ou d'amitié - Céline Dion et Single Ladies - Beyoncé |
| 12    | Laial           | Oui         | Roule - Soprano                                              |

L'équipe de Soprano remporte 13 500 € tandis que l'équipe de Shy'm remporte 5 500 €.

### Sixième émission
La sixième émission est diffusée le 19 août 2022 à 21 h 10.
La première équipe est composée de Anggun, Diane Leyre et Booder pour l'association Aviation sans frontières.
La seconde équipe est composée de Joyce Jonathan, Chantal Ladesou et Helena Noguerra pour l'association Sur les bancs de l'école.
| Ordre | Singer     | Good Singer | Titre interprété                                     |
| ----- | ---------- | ----------- | ---------------------------------------------------- |
| 1     | Alexandra  | Oui         | Easy on Me - Adele                                   |
| 2     | Alex       | Oui         | Run to You - Whitney Houston                         |
| 3     | Léo        | Non         | Firework - Katy Perry                                |
| 4     | Jordan     | Non         | Bella ciao - Gims                                    |
| 5     | Juliette   | Oui         | Don't You Worry 'bout a Thing - Tori Kelly           |
| 6     | Tanya      | Oui         | Cesse la pluie - Anggun                              |
| 7     | Mathias    | Non         | Les Histoires d'A. - Les Rita Mitsouko               |
| 8     | Clémentine | Non         | La Sens de la vie - Tal                              |
| 9     | Pascal     | Oui         | Ave Maria - Charles Gounod                           |
| 10    | Kayla      | Oui         | Bruxelles je t'aime - Angèle                         |
| 11    | Bryan      | Non         | Les Filles d'aujourd'hui - Joyce Jonathan et Vianney |
| 12    | Elias      | Non         | Le Temps - Tayc                                      |

L'équipe de Joyce Jonathan a utilisé son switch avant la 4e manche : Océane, qui n'était pas une good singer, avait interprété Fallin' d'Alicia Keys avant d'être remplacée par Kayla.
L'équipe d'Anggun remporte 13 500 € tandis que l'équipe de Joyce Jonathan remporte 3 500 €.

## Audiences
| Saison   | Jour de diffusion        | Horaire         | Audience moyenne          | Audience moyenne | Audience moyenne | Classement des audiences de la soirée | Références |
| Saison   | Jour de diffusion        | Horaire         | Nombre de téléspectateurs | PDM              | FRDA-50          | Classement des audiences de la soirée | Références |
| -------- | ------------------------ | --------------- | ------------------------- | ---------------- | ---------------- | ------------------------------------- | ---------- |
| Saison 1 | Vendredi 17 juillet 2020 | 21 h 5-23 h 15  | 3 183 000                 | 18,2 %           | 29,6 %           | 1er                                   | [ 4 ]      |
| Saison 1 | Vendredi 21 août 2020    | 21 h 5-23 h 20  | 2 698 000                 | 16,3 %           | 30 %             | 1er                                   | [ 5 ]      |
| Saison 2 | Vendredi 16 juillet 2021 | 21 h 5-23 h 25  | 2 982 000                 | 18,5 %           | 29,9 %           | 1er                                   | [ 6 ]      |
| Saison 2 | Samedi 7 août 2021       | 21 h 5-23 h 25  | 2 055 000                 | 11,7 %           | 20,2 %           | 3e                                    | [ 7 ]      |
| Saison 3 | Vendredi 12 août 2022    | 21 h 10-22 h 30 | 1 584 000                 | 10,5 %           | 18,8 %           | 2e                                    | [ 8 ]      |
| Saison 3 | Vendredi 12 août 2022    | 22 h 30-23 h 30 | 1 540 000                 | 14,8 %           | 25,8 %           | 2e                                    | [ 8 ]      |
| Saison 3 | Vendredi 19 août 2022    | 21 h 10-22 h 25 | 2 060 000                 | 12,1 %           | 21,9 %           | 3e                                    | [ 9 ]      |
| Saison 3 | Vendredi 19 août 2022    | 22 h 25-23 h 40 | 1 990 000                 | 16,7 %           | 26,5 %           | 3e                                    | [ 9 ]      |

Légende :
- Plus hauts chiffres d'audience
- Plus bas chiffres d'audience